# 雄黄
雄黄（ゆうおう、orpiment）は、ヒ素の硫化鉱物である。石黄（せきおう）とも呼ばれる。
化学組成：As2S3、晶系：単斜晶系、比重：3.5、モース硬度：2。

## 用途
中世頃までは黄色顔料として広く利用されていた。各地に産するが毒性があり、その供給に限りがあるため、今日では顧みられない。純度の高いものは、輝きのある冴えたレモン色を呈する。普通には橙黄色～黄褐色を呈する。古画にあっては、荒粒で用いられ、現在でも豊かな黄色を保っている。しばしば、近い関係にある鶏冠石 (リアルガー) を含んでいる。古代ローマ時代のプリニウスやウィトルウィウスが言及している、古典時代から使用された顔料であり、黄鉛が発明されるまでは黄色の顔料として絵画に利用されていた。ティツィアーノのバッカスとアリアドネ (1520〜1523年) などに印象的な使われ方を見る事ができる。
毒性のために現在ではほとんど利用されていないが、雄黄色という言葉として残っている。
中医学では解毒剤や抗炎症剤として利用されているが、鶏冠石（realgar、As4S4）との混同が見受けられ、鉱物としてどちらであるかは定かではない。なお、中国語では鶏冠石を「雄黄」、日本語で言う雄黄 (orpiment) を「雌黄」という。

## 毒性と取り扱い
雄黄の毒性はヒ素によるものだが、ヒ素単体よりも水溶性が高いため、劇物とは言われないが人体に対する毒性は強く、毒物として法令で指定されている。保護眼鏡と手袋を使い、また粉塵を吸い込まないようマスクをするなどして、塊でも粉体でも人体に直接に触れる事のないように取り扱う。保存には専用の容器を用意し、また飲食をする場所に持ち込むべきではない。容器外に飛散したり環境中に放出される事は厳に防ぐべきである。